# 紀元前537年
紀元前537年（きげんぜん537ねん）は、西暦（ローマ暦）による年。紀元前1世紀の共和政ローマ末期以降の古代ローマにおいては、ローマ建国紀元217年として知られていた。紀年法として西暦（キリスト紀元）がヨーロッパで広く普及した中世時代初期以降、この年は紀元前537年と表記されるのが一般的となった。

## 他の紀年法
- 干支 : 甲子
- 日本
  - 皇紀124年
  - 安寧天皇12年
- 中国
  - 周 - 景王8年
  - 魯 - 昭公5年
  - 斉 - 景公11年
  - 晋 - 平公21年
  - 秦 - 景公40年
  - 楚 - 霊王4年
  - 宋 - 平公39年
  - 衛 - 襄公7年
  - 陳 - 哀公32年
  - 蔡 - 霊侯6年
  - 曹 - 武公18年
  - 鄭 - 簡公29年
  - 燕 - 恵公8年
  - 呉 - 余祭11年
- 朝鮮
  - 檀紀1797年
- ベトナム :
- 仏滅紀元 : 8年
- ユダヤ暦 : 3224年 - 3225年

## できごと

### 中国
- 魯で中軍が廃止された。
- 楚で大夫の屈申が殺害された。
- 晋の韓起（韓宣子）が楚に公女を送るために赴いた。羊舌肸（叔向）が副使をつとめた。
- 莒の牟夷が牟婁および防・茲の3邑とともに魯に亡命した。
- 魯の叔弓が軍を率いて莒軍を蚡泉で撃破した。
- 楚の霊王が蔡・陳・許・頓・沈・徐・越を率いて、呉を攻撃した。楚の蔿啓彊は鵲岸で呉軍に敗れた。沈尹赤は莱山に宿営し、蔿射は繁揚の軍を率いて南懐に入った。呉の防備が整っていたため、楚軍は戦果の出ないまま撤退した。

## 死去
- 景公 - 秦の君主